# لغنیمیین
لغنیمیین (به فرانسوی: Laghnimyine) یک شهرک در مراکش است که در استان برشید واقع شده‌است. لغنیمیین ۱۷٬۵۱۳ نفر جمعیت دارد.